# Kris Richard (cestista)
Kristopher Jameil Richard, detto Kris (Beaumont, 1º marzo 1989), è un cestista statunitense naturalizzato rumeno.

## Palmarès
- Campionato lettone: 1

VEF Rīga: 2016-2017
- Campionato rumeno: 2

CSM Oradea: 2017-2018, 2018-2019
- Supercoppa di Romania: 1

CSM Oradea: 2020
- Coppa di Polonia: 1

Zielona Góra: 2021